# Leonor Canalejas y Fustegueras
Leonor Canalejas y Fustegueras (Sevilla, 4 de abril de 1869-Barcelona, 12 de febrero de 1945) fue una escritora y maestra española.

## Biografía
Su nombre completo sería «Leonor Margarita Ana María Federica del Pilar Isidora de la Santísima Trinidad Canalejas y Fustegueras». Hija de Ramona Fustegueras Casas y Federico Canalejas y Casas. Hermana de Eduardo y Federico Canalejas Fustegueras, siendo este último un prometedor poeta, fallecido a la corta edad de veintiséis años. 
En 1884, Leonor inició su formación como maestra en la Escuela Normal Central, en la ciudad de Madrid, donde posteriormente daría inicio a su ejercicio del Magisterio, bajo el cargo de profesora auxiliar interina. A partir del año 1905 ejerce como titular en la Escuela Normal de Barcelona. En el año 1904, contrajo matrimonio con el catedrático Miguel Farga. 
Leonor Canalejas escribe bajo el seudónimo de «Isidora Sevillano» hasta 1930. El motivo atribuido a esta decisión radica en que durante estos años de publicación, la escritora lleva una tarea de recaudación de fondos para la construcción de un albergue para niños pobres. Teniendo en cuenta el factor del dinero, Canalejas prefiere desvincular a su familia de cualquier especulación o agravio por parte de la opinión pública.

## Obra
Dentro de la producción de Leonor Canalejas se encuentran novelas, cuentos y leyendas. A continuación algunas de sus creaciones con más trascendencia:
- Una mujer decente (Barcelona, Tipografía Emporium, 1928). Una de sus obras más relevantes, puesto que con su venta financió un albergue para los niños pobres del campo.
- Los Per Álvarez: novela de costumbres españolas (Barcelona, Antonio López, Librero, 1929).
- Ideario de la novela Una mujer decente (Barcelona, Tipografía Emporium, 1930).
- Ignacio: historia novelada (Barcelona: Tipografía Emporium, 1930).
- Todo y nada (Barcelona: Tipografía Emporium, 1931).
- Lo que es y lo que parece (Barcelona: Tipografía Emporium, 1933).
- La vida: historia novelada (Barcelona: Tipografía Emporium, 1935).

No obstante, la obra de mayor rigor y documentación que se conoce sobre Leonor Canalejas es la tesis doctoral que realizó Mónica Hurtado Muñoz en 2012 y que se publicó en libro en Lucena en 2022.
La Biblioteca Pública Municipal 'Rosa de Lima Muñoz Cañete' acogió la presentación del libro "Puebla de los Naranjos. Leonor Canalejas y Lucena", de Mónica Hurtado Muñoz. 
La publicación recoge el trabajo de investigación realizado por esta profesora lucentina para su doctorado sobre la escritora y docente sevillana Leonor de Canalejas (1869-1945) y el cambio de rol de las mujeres que se dedicaron a la literatura en España a principios del siglo XX, deteniéndose en su vinculación con Lucena –su madre era lucentina y aquí paso algunos años de su infancia– y su aportación "femenina y feminista" a las letras de su época.
El libro ha sido editado por la Delegación Municipal de Archivo y Publicaciones del Ayuntamiento de Lucena y fue presentado ante un numeroso público por el profesor Antonio Cruz Casado, de quien partió la iniciativa de proponer a la autora investigar la figura de Leonor Canalejas, y por el alcalde de Lucena, Juan Pérez, introduciendo la presentación la edil de Cultura, Archivo y Publicaciones, Mamen Beato